# Fritz Coufal
Friedrich „Fritz“ Sigmund Coufal (* 24. Dezember 1905 in Wien; † 18. Februar 1961 ebenda) war ein österreichischer Leichtathlet, der sich auf das Kugelstoßen spezialisiert hatte.

## Sportliche Karriere
Coufal startete von 1930 bis 1933 für ASKÖ Wien und von 1934 bis 1936 für Vienna Wien. 1938 und 1939 war er bei Weiß-Rot Weiß Wien. Coufal war von 1934 bis 1938 viermal Österreichischer Meister im Kugelstoßen. Er stand 1936 auf der Startliste für die Olympischen Spiele in Berlin, trat aber nicht an. 1937 war er beim Leichtathletik-Länderkampf der Männer 1937 Deutschland – Österreich Mitglied der österreichischen Mannschaft, 1939 beim Länderkampf in Klagenfurt gegen Jugoslawien und Rumänien gehörte er zum deutschen Aufgebot.